# Sonny Grosso
Pour les articles homonymes, voir Grosso (homonymie).
Salvatore Grosso dit Sonny Grosso, né le 21 juillet 1930 à Düsseldorf (Allemagne) et mort le 22 janvier 2020, est un acteur, un producteur de télévision et un producteur de cinéma américain. 
Avant d'entamer sa carrière dans le cinéma, il a été lieutenant au Narcotic Bureau de New York où il luttait contre la French Connection. Son rôle a été immortalisé à l'écran dans le film French Connection par Roy Scheider.

## Biographie
Sonny Grosso et son partenaire Eddie Egan et d'autres policiers du NYPD ont pénétré et démantelé un réseau criminel en relation avec la French Connection en 1961. Ils ont saisi près de 200 kilos d'héroïne, un record à cette époque. L'enquête est devenue le sujet d'un livre écrit par Robin Moore et d'un film oscarisé en 1971.
Robin Moore, qui avait déjà écrit The Green Berets, rapporte dans The French Connection qu'[il] était fils unique avec trois sœurs. Lorsque son père, un chauffeur de camion, mourut subitement à trente-sept ans, Sonny, l'aîné, devint chef de famille à quinze ans. Il traitait ses sœurs avec un soin paternel.
Grosso a rappelé : « Même après le décès prématuré de notre père, notre mère bien-aimée, Lillian, n'a jamais regardé un autre gars et nous mettrait toujours en premier. Elle agirait comme si c'était toujours « Blue Skies » et « My Blue Heaven », comme son interprète préféré Bing Crosby chantait ».
Egan et Grosso étaient des conseillers techniques du film et jouaient de petits rôles. Le film a été très romancé, et un personnage basé sur Grosso, appelé "Buddy Russo", a été joué par l'acteur Roy Scheider, qui a été nommé pour un Academy Award du meilleur acteur dans un second rôle pour sa performance. Comme le personnage, le surnom de Grosso en tant que détective était «Nuageux». Cela était dû à son pessimisme, ainsi qu'au fait que "Cloudy" est l'opposé de "Sonny".
Grosso a raconté que son copain de flic, Egan, était surnommé "Bullets" parce qu'il "tirait toujours son revolver en l'air" pour effet, mais "Egan était le flic le plus courageux que j'aie jamais connu." Grosso a poursuivi l'histoire en ajoutant: «Ma mère bien-aimée, Lillian, a également eu une vision perspicace d'Egan et a averti: 'Je sais qu'Eddie va s'assurer que vous rentrerez à la maison tous les soirs. Mais ce qui m'inquiète, c'est qu'une fois, Egan pourrait pas rentrer à la maison. Son commentaire était profond. Et mon pote Eddie était le plus grand flic avec qui j'ai travaillé. Que Dieu repose son âme!"
Commençant en tant que conseiller technique sur des films comme The French Connection et The Godfather, alors qu'il travaillait encore pour le NYPD, Grosso a appris le métier de cinéaste auprès de gens comme les gagnants des Oscars Philip D'Antoni, William Friedkin et Francis Ford Coppola. En tant que conseiller technique, il a également joué de petits rôles dans des films révolutionnaires tels que The French Connection, The Godfather et The Seven-Ups.
En 1976, Grosso a pris sa retraite du NYPD, puis est devenu producteur de films et d'émissions de télévision, impliqué dans de nombreuses productions, y compris des émissions de flics des années 1970 comme Kojak et Baretta. Grosso a en fait aidé à révolutionner le rôle du conseiller / consultant technique pour les émissions et les films de flics, avec le critique de cinéma James Monaco observant une fois, "Sonny Grosso a joué un rôle dans la plupart des grands films et séries télévisées des flics des années 1970". Monaco a également spéculé en plaisantant qu'un jour des érudits discuteraient de "sous-textes grossoviens" sur les drames policiers de la période.
De 1985 à 1989, Grosso a également produit une série télévisée (filmée au Canada et rediffusée sur CBS) intitulée Night Heat, avec Jeff Wincott et Scott Hylands. 
En octobre 2007, Grosso a produit une performance d'engagement limité de Richard Vetere «s Be My amour: Mario Lanza histoire avec The Nassau Pops Symphony Orchestra, Louis Panacciulli conducteur. La pièce a été réalisée par Charles Messina et coproduite par Phil Ramone. Il a fait sa première au Tilles Center à Greenvale, New York. 
Grosso est décédé le 22 janvier 2020 à Manhattan des suites d'une maladie, à 89 ans.

## Filmographie

### comme producteur
- 1975 : Strike Force (TV)
- 1978 : The Dain Curse (feuilleton TV)
- 1981 : Portrait of a Teenage Shoplifter (TV)
- 1982 : Baker's Dozen (série télévisée)
- 1982 : A Question of Honor (TV)
- 1983 : Trackdown: Finding the Goodbar Killer (TV)
- 1985 : Un tueur dans New York (en) (Out of the Darkness) (TV)
- 1985 : Brigade de nuit ("Night Heat")
- 1986 : Pee-wee's Playhouse (série télévisée)
- 1986 : Hot Shots (série télévisée)
- 1987 : Paire d'as ("Diamonds") (série télévisée)
- 1987 : The Gunfighters (TV)
- 1988 : Juvenile Justice (TV)
- 1989 : True Blue (TV)
- 1990 : Papy Joe (A Family for Joe) (TV)
- 1990 : Top Cops (série télévisée)
- 1990 : A Family for Joe (série télévisée)
- 1991 : Force de frappe ("Counterstrike") (série télévisée)
- 1992 : Secret Service (série télévisée)
- 1995 : Remember Me (TV)
- 1996 : Flic de mon cœur ("The Big Easy") (série télévisée)
- 1997 : Dors ma jolie (While My Pretty One Sleeps) (TV)
- 1997 : Let Me Call You Sweetheart (TV)
- 1998 : Moonlight Becomes You (TV)
- 2000 : L'Amour interdit (All-American Girl: The Mary Kay Letourneau Story) (TV)
- 2001 : Recherche jeune femme aimant danser (Loves Music, Loves to Dance) (TV)
- 2001 : The Red Phone: Manhunt (TV)
- 2001 : Making the Connection: Untold Stories of 'The French Connection' (TV)
- 2002 : Pretend You Don't See Her (TV)
- 2002 : Tu m'appartiens (ru) (You Belong to Me) (TV)
- 2002 : Un jour de chance (Lucky Day) (TV)
- 2002 : Haven't We Met Before? (TV)
- 2002 : Nous n'irons plus au bois (All Around the Town) (TV)
- 2003 : Judgment Day: Should the Guilty Go Free (TV)

### comme acteur
- 1971 : French Connection (The French Connection) : Bill Klein
- 1972 : Le Parrain (The Godfather) de Francis Ford Coppola : Cop with Capt. McCluskey outside hospital
- 1973 : Mr. Inside/Mr. Outside (TV) : Detective
- 1973 : Police Puissance 7 (The Seven-Ups) : Counterfeit Money Courier
- 1975 : Rapport confidentiel (Report to the Commissioner) : Detective
- 1977 : Contract on Cherry Street (TV) : Rhodes, OCU
- 1977 : The Godfather Saga (feuilleton TV) : Cop
- 1978 : To Kill a Cop (TV) : Mafitano
- 1979 : Murder in Music City (TV)
- 1980 : La Chasse (Cruising) : Det. Blaisia
- 1992 : The Godfather Trilogy: 1901-1980 (vidéo) : Cop